# Cochlespira
Cochlespira é um gênero de gastrópodes pertencente a família Cochlespiridae.

## Espécies
- Cochlespira beuteli Powell, 1969[3]
- Cochlespira bevdeynzerae Garcia, 2010
- Cochlespira cavalier Garcia, 2010
- Cochlespira cedonulli (Reeve, 1843)[4]
- Cochlespira crispulata (Martens, 1901)[5]
- Cochlespira elegans (Dall, 1881)[6]
- Cochlespira elongata Simone, 1999[7]
- †Cochlespira engonata Conrad, 1865[8]
- Cochlespira kuroharai (Kuroda, 1959)[9]
- Cochlespira laurettamarrae Garcia, 2010
- Cochlespira leeana Garcia, 2010
- †Cochlespira maorum (P. Marshall & R. Murdoch, 1923)
- Cochlespira pulchella (Schepman, 1913)[10]
- Cochlespira pulcherrissima (Kira, 1955)[11]
- Cochlespira radiata (Dall, 1889)[12]
- Cochlespira simillima Powell, 1969[13]
- Cochlespira travancorica (Smith E. A., 1896)[14]
- Cochlespira zanzibarica Sysoev, 1996[15]